# Largage par la métropole
Le largage par la métropole est le nom donné à l'île de La Réunion à un hypothétique abandon de ce département d'outre-mer français du sud-ouest de l'océan Indien par la France métropolitaine pouvant conduire à son indépendance forcée. L'éventualité d'un tel événement étant extrêmement faible, La Réunion étant française depuis le XVIIIe siècle, l'évocation directe ou indirecte de cette éventualité dans le débat public est très souvent dénoncée comme relevant d'un discours sécuritaire par les opposants politiques de la personnalité politique qui y a recours. On souligne alors qu'elle joue avec la peur du largage, que l'on traque dans de nombreux comportements.

## Exemple de condamnation de la peur du largage
Selon l'historien local Prosper Ève, si « bon nombre de Réunionnais éprouvent face à l'esclavage un sentiment de honte et de gêne qu'ils veulent refouler », et s'ils détestent en parler, c'est parce que « la palinodie, qui intervient après l'arrivée de la gauche au pouvoir en 1981, n'a pas suffi à gommer toutes les séquelles et notamment la peur du largage ». De fait, jusque-là laissé en friche, le champ de l'esclavage a été investi par les autonomistes à compter des années 1960, et comme ceux-ci réclamaient « une forte décentralisation », il a été durablement associé à tort avec une possible rupture entre La Réunion et sa métropole. Pour Prosper Ève, cette association est cependant pernicieuse, car elle ne reconnaît pas que « l'histoire, connaissance valide du passé humain, n'est la chose de personne », et il a lui-même écrit plusieurs ouvrages sur l'esclavage.